# Runaway Baby
Runaway Baby è un singolo promozionale del cantante statunitense Bruno Mars, pubblicato il 31 ottobre 2011 e incluso nel suo album di debutto Doo-Wops & Hooligans del 2010.

## Descrizione
Runaway Baby, con una durata di 2:28 minuti, è il brano più breve del suo album di provenienza. È stato scritto dallo stesso Mars insieme a Brody Brown, Ari Levine e Philip Lawrence e prodotto dai The Smeezingtons. 
Registrato a Los Angeles, contiene delle sonorità rock e funk che ricordano molto gli anni ottanta e come tema tratta di una storia d'amore movimentata tra due ragazzi.

## Esibizioni dal vivo
Mars si è esibito con il brano durante tutti i suoi concerti del The Moonshine Jungle Tour, facendo un break in cui eseguiva il "James Brown Shuffle" e lo chiudeva con una spaccata, dopodiché prendeva un megafono per cantare il bridge della canzone. Allo stesso modo, ma senza megafono, si è esibito nell'half time show del Super Bowl XLVIII.
Il 30 ottobre ha eseguito la canzone durante le semifinali di The X Factor UK e anche durante la 54ª edizione dei Grammy Awards con le stesse mosse, corrografie e cantando a intervalli dentro un megafono. Quella performance è stata fortemente acclamata dalla critica e ha permesso alla canzone di debuttare al diciannovesimo posto della classifica britannica.

## Successo commerciale
Il brano è stato fortunato nel Regno Unito, dove raggiunse il diciannovesimo posto della classifica britannica, e vinse il disco d'argento.
Si stima che negli Stati Uniti il brano abbia venduto oltre 350.000 copie.
Il brano è stato incluso recentemente nel videogioco WWE 2K18.

## Tracce
1. Runaway Baby – 2:28

## Classifiche
| Classifica (2011-12) | Posizione massima |
| -------------------- | ----------------- |
| Canada               | 66                |
| Nuova Zelanda        | 35                |
| Scozia               | 18                |
| Regno Unito          | 19                |
| Stati Uniti          | 50                |